# Алексєєв Михайло Павлович
Миха́йло Па́влович Алексє́єв (24 травня (5 червня) 1896 або 5 червня 1896 , Київ  — 19 вересня 1981 , Ленінград ) — російський і український радянський літературознавець, мистецтвознавець, педагог, композитор, академік АН СРСР (з 1958).

## Біографічні відомості
М. П. Алексєєв народився 5 червня 1896 року в Києві. Навчався в гімназії Науменка.
У 1908—1914 роках здобував музичну освіту (композиція та гра на фортепіано) в Київській музично-драматичній школі М. Лєсневич-Носової, 1918 року закінчив історико-філологічний факультет Київського університету. Викладав там у 1919—1920 роках.
Також у 1919 році викладав у Театральній академії в Києві.
Був професором Іркутського університету (1927—1932 рр.), завідувачем кафедри та деканом філологічного факультету Ленінградського університетіу (1944—1960 рр.), професором Ленінградського педагогічного інституту імені О. І. Герцена (1934—1942 рр.), професором та завідувачем кафедри Саратовського університету (1942—1944 рр.).
Виступав як музичний критик у Саратові (1916 р.) та Києві (1917—1919 рр.).
У 1934—1981 рока був науковим співробітником Інституту російської літератури Академії Наук СРСР (Пушкінський дім).
У 1958 році був обраний дійсним членом (академіком) Академії Наук СРСР. Помер 19 вересня 1981 року в Ленінграді.

## Творча діяльність
Наукову роботу розпочав у 1916 році. Відомий як знавець зарубіжної, російської літератур та міжнародних літературних зв'язків.
Основні праці присвячені історії музики, теорії художнього перекладу, питанням текстології.
Є автором ґрунтовної розвідки «Сибір у відомостях західноєвропейських мандрівників та письменників» (1932—1933, 1941 рр.).
Автор понад 400 наукових статей, зокрема про композиторів (біографічний нарис про М. Березовського в альманасі «Посев» (Одеса, 1921 р.), покажчик російської літератури про Л. В. Бетховена (Одеса, 1927 р.).
Деякі його праці опубліковані української мовою («Українські козаки, як їх змальовує французький поет 17 віку», 1927 р.; «Лист кн. Рєпніна до А. Шлегеля», 1930 р.)

#### Твори
- «Українські козаки, як їх змальовує французький поет 17 віку», 1927;
- «Лист кн. Рєпніна до А. Шлегеля», 1930;
- «Сибір у відомостях західноєвропейських мандрівників та письменників» (вид. 1932—33, 1941).

#### Музичні твори
Автор сонати для фортепіано, романсів, музики до драми Р. Тагора «Читра».

## Нагороди
- Ордени Леніна, Трудового Червоного Прапора, «Знак Пошани».